# نور الدين أسامي
نور الدين أسامي (من مواليد 24 يوليو 1987 في مارسيليا) هو لاعب كرة قدم محترف فرنسي جزائري متقاعد والمدير الحالي لفريق SC Air Bel's U16.

## المسيرة الكروية في النوادي
في 29 يونيو 2011 وقع أسامي عقدًا لمدة عامين مع نادي الدرجة الأولى الجزائري شبيبة القبايل. عاد إلى فرنسا في صيف 2012 ، لينضم إلى GS Consolat.

## التدريب
في صيف عام 2019، أصبح أسامي مدير فريق U16 التابع لشركة SC Air Bel.

## تتويجات
- فاز بكأس Gambardella مرة واحدة مع نادي ستراسبورغ في عام 2006.[6]

## روابط خارجية
- نور الدين أسامي على موقع قاعدة بيانات كرة القدم.إي يو (الإنجليزية)
- نور الدين أسامي على موقع ليكيب (الفرنسية)
- نور الدين أسامي على موقع Soccerway.com (الإنجليزية)